# 柏森站
柏森站（日语：／ Kashiwamori eki */?）是位於愛知縣丹羽郡扶桑町大字柏森字天神，名古屋鐵道（名鐵）的犬山線車站。車站編號為IY11。本站為扶桑町的代表車站，大口町內沒有鐵路車站，而此站也是其町的玄關口。本站為快速特急的停靠站，平日從神宮前於23:15出發的μ-SKY前往新鵜沼（此站於23:43出發）的班次在此停靠。

## 歷史
- 1912年（大正元年）8月6日 - 名古屋電氣鐵道（現時為名古屋鐵道）犬山線岩倉至犬山之間開通，此站啟用。
- 1962年（昭和37年）5月1日 - 車站大樓重建[3]。
- 1963年（昭和38年）5月 - 名古屋Shoppi(後來為Pare Marche（日语：パレマルシェ））柏森店開業[4]。
- 2004年（平成16年）2月15日 - 車站可以使用交通儲值卡「SF全景卡（日语：SFパノラマカード）」和「Yurika（日语：ユリカ）」。
- 2005年（平成17年）
  - 1月29日 - 實施時間表修正，沒有以此站為終點站的列車（但仍有以此站為起點站的列車）。
  - 10月22日 - 站內平交道自動化。北出口車站大樓遷移至臨時車站大樓。現時的線路中，在北邊的1條路軌停止使用，線路由3線改為2線。
- 2007年（平成19年）2月10日 - 新車站大樓開始使用（在3月28日舉行落成典禮）[5]。在北邊1條路軌重新使用，路線由2線變回3線。
- 2008年（平成20年）12月27日 - 實施時間表修正，成為快速特急的停車站[6]。
- 2011年（平成23年）2月11日 - 車站可以使用「manaca」IC卡。
- 2012年（平成24年）2月29日 - 車站不可使用交通儲值卡「SF全景卡（日语：SFパノラマカード）」、「Yurika（日语：ユリカ）」和「Trans Pass（日语：トランパス (交通プリペイドカード)）」[7]。

## 車站構造
本站為地面車站，設有1面2線的島式月台和1面1線的單式月台，共設有2面3線的混合式月台。2號和3號月台可容納8卡車廂，1號月台可容納6卡20米級車廂。車站為直營車站，整日設有車站職員執行業務。閘口位於跨站式站房上，設有自動售票機（按鈕式與觸控面板式各1台）和自動閘機（可支援IC卡「manaca」）。
車站大樓是扶桑町與大口町的「柏森站周邊工程項目」其中一環，當當地自治體負擔工程費用。在2005年8月開始進行，在2007年2月南北閘外通道完成並開始使用。此工程使車站大樓從地面遷移至現時的橋上，而名古屋一方的站內平交道廢止，1、2號月台擴寬，各月台加設候車室、升降機、LED式列車資訊牌與月台上蓋。
| 月台 | 路線   | 上下行 | 方向                 | 備註               |
| ---- | ------ | ------ | -------------------- | ------------------ |
| 1    | 犬山線 | 上行   | 名鐵名古屋、金山方向 | 此站出發的列車使用 |
| 2    | 犬山線 | 下行   | 犬山、名鐵岐阜方向   |                    |
| 3    | 犬山線 | 上行   | 名鐵名古屋、金山方向 | 犬山方向           |

1號月台位於犬山方向側邊，此站不可緩急接續。在平日黃昏以後中，設有地下鐵鶴舞線直通列車於1號月台折返。而沒有名鐵名古屋方向於此站折返（名鐵的標準方向幕中設有此站名稱）。

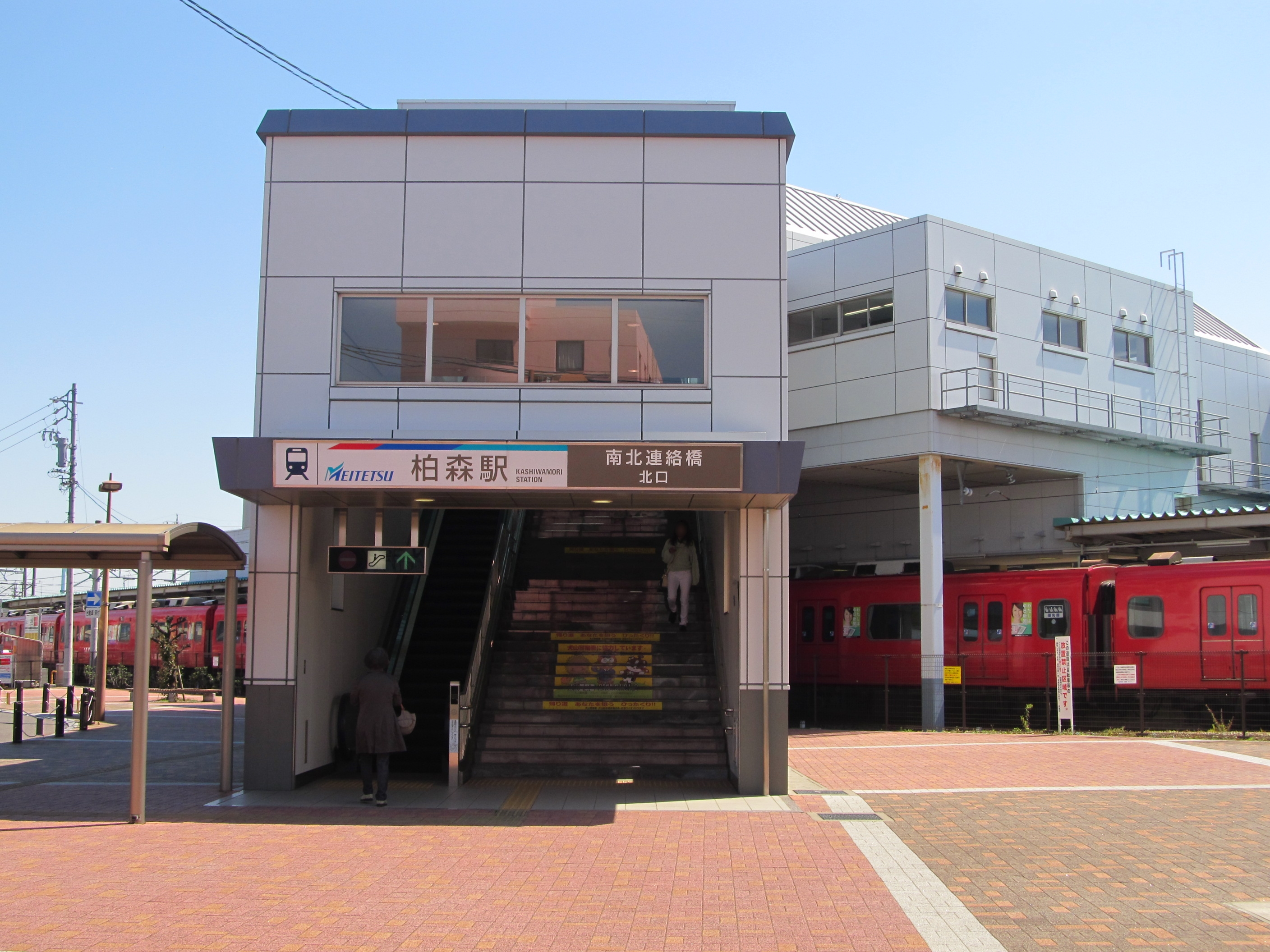
北出口(2014年3月)
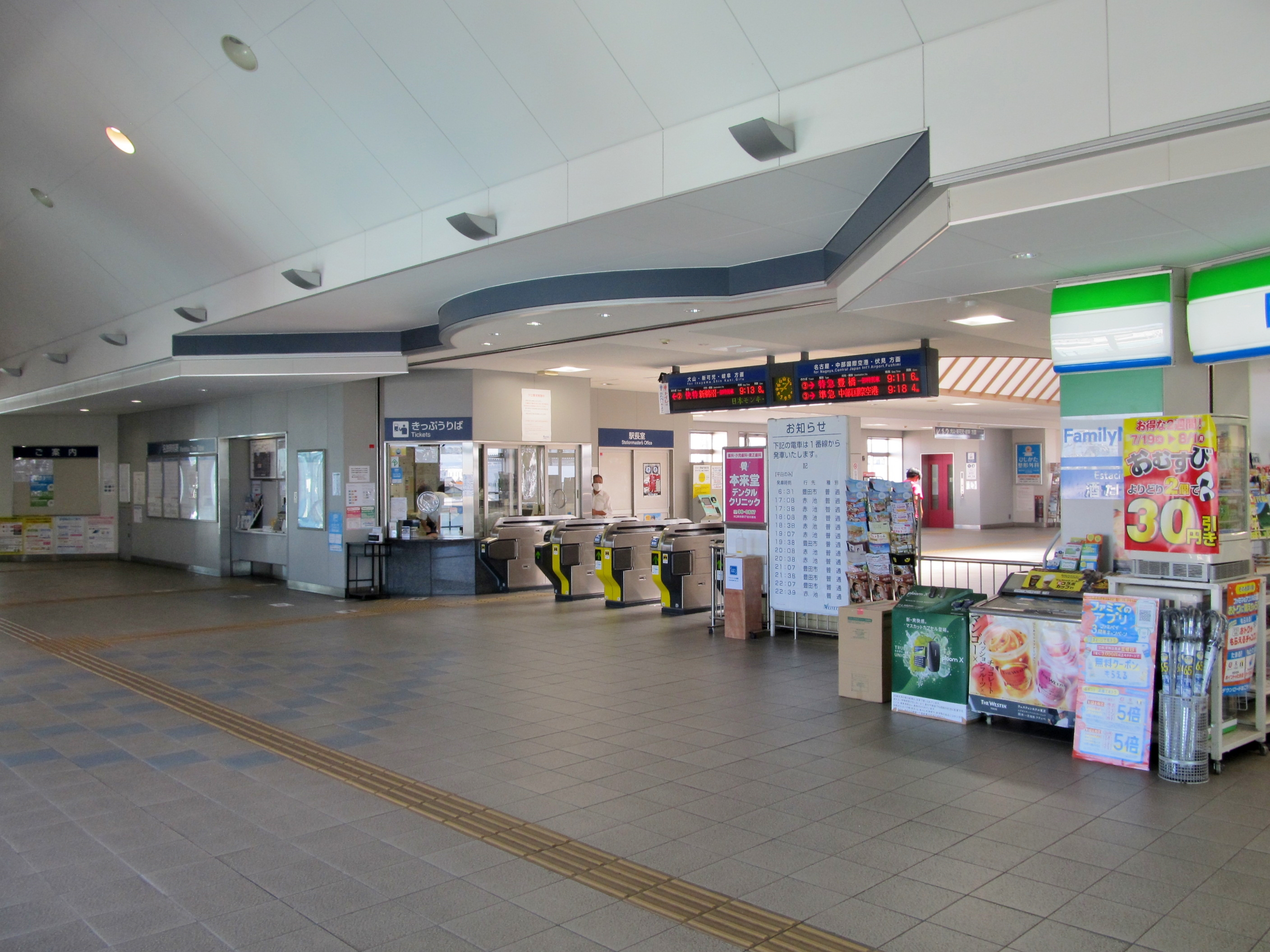
驗票口(2022年7月)
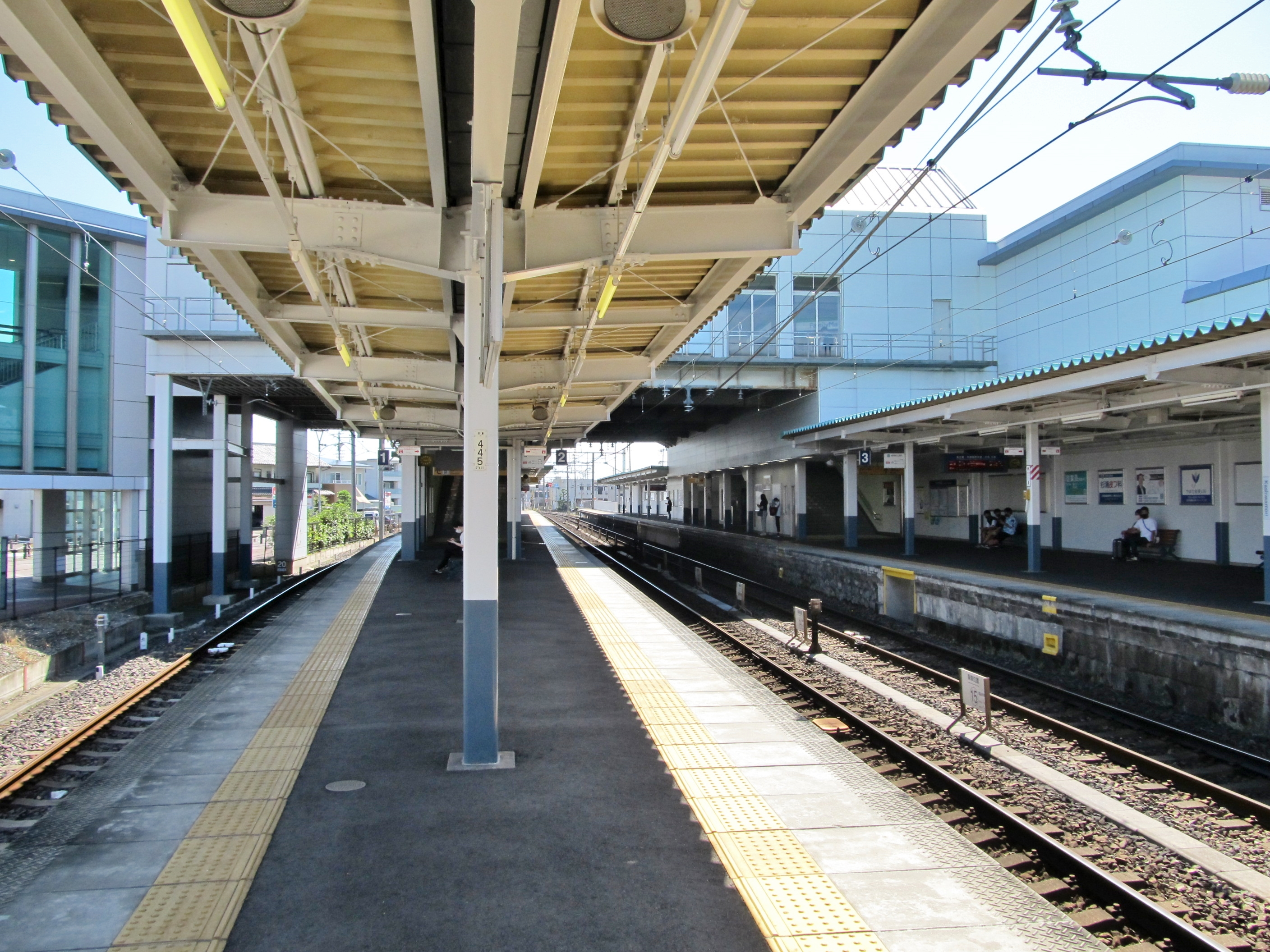
月台(2022年7月)

### 配線圖
| ← 岩倉・ 名古屋方向 | 柏森站 站內配線略圖 | → 犬山・ 新鵜沼方向 |
| 图例 参考文献：     |                     |                     |

## 使用狀況
- 在中提及在2013年度，當時1日平均上下車人次為10,337人，在名鐵所有車站（275站）排名第36，犬山線（17站）中排名第8[1]。
- 在中提及在1992年度，當時1日平均上下車人次為10,789人，除岐阜市內線均一車費區間內各站（岐阜市內線、田神線、美濃町線徹明町站至琴塚站之間）外名鐵所有車站（342站）中排名第38，犬山線（17站）中排名第6[10]。
- 根據「愛知縣統計年鑑」，在2007年度1日平均乘車人次為4,638人，在2008年度1日平均乘車人次為4,645人。

## 車站周邊

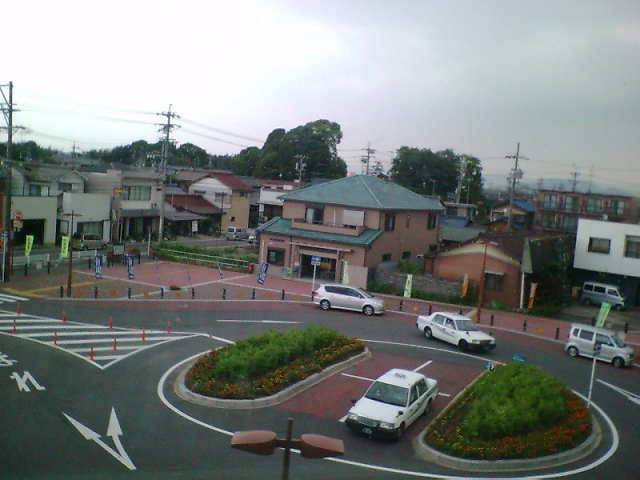
北出口迴旋路

沿車站北側的道路可到達柏森神社和扶桑町柏森地區。此外，在車站西北方和西方步行數分鐘便到達扶桑町和江南市的邊界。
車站南邊設有餐廳，扶桑町與大口町的邊界附近均為住宅區，在車站3號月台南邊可看見於大口町的工廠。兩出口也設有的士站。
- 柏森站前郵局
- 停車場 - 設有民間停車場。
- 停泊單車場 - 車站周邊設有收費停泊單車場。

## 巴士路線
- 大口町社區巴士（日语：あおい交通#大口町コミュニティバス）

## 相鄰車站
名古屋鐵道
  犬山線
□μ-SKY
通過
□μ-SKY（只限尾班下行列車（特別停車））、□快速特急、■特急
江南（IY10）－柏森（IY11）－犬山（IY15）
□快速急行、■急行、■準急、■普通
江南（IY10）－柏森（IY11）－扶桑（IY12）
在此站與江南站之間曾設有宮後站，現已廢止。

## 注腳
1. 1 2  名鐵120年史編纂委員會事務局（編）. . 名古屋鐵道. 2014: 160–162.
2. ↑  清水武. . 洋泉社. 2016: 195. ISBN 978-4-8003-0800-9.
3. ↑  名古屋鐵道廣報宣傳部（編）. . 名古屋鐵道. 1994: 1008.
4. ↑  名鐵百貨店社史編纂室 『名鉄百貨店開店30周年記念社史』 名鐵百貨店，1985年5月10日。
5. 1 2  3月28日に柏森駅新駅舎および自由通路の完成式を開催します （页面存档备份，存于）（新聞發布） - 名古屋鐵道（2007年3月20日，2013年10月20日參閲）
6. ↑  太田貴之. . 鐵道畫刊 (電氣車研究會). 2009-03, 816: 46.
7. ↑  トランパス対応「SFパノラマカード」・「回数乗車券」の発売及び利用終了のお知らせ （页面存档备份，存于）（ニュース・リリース） - 名古屋鐵道（2010年12月13日）
8. 1 2 3  駅時刻表：名古屋鉄道・名鉄バス （页面存档备份，存于），2019年3月24日參閲
9. ↑  電氣車研究會，『鐵道畫刊』通卷第816號 2009年3月 臨時特刊號 「特集 - 名古屋鉄道」，卷末收錄「名古屋鐵道 配線略圖」
10. ↑  名古屋鐵道廣報宣傳部（編）. . 名古屋鐵道. 1994: 651–653.

## 外部連結
- 柏森 - 名古屋鐵道